# NGC 1718
NGC 1718 ist Bezeichnung eines offenen Sternhaufens im Sternbild Schwertfisch am Südsternhimmel, welcher im New General Catalogues eingetragen wurde. Der Sternhaufen gehört zur Großen Magellanschen Wolke.
Das Objekt wurde im Jahr 1834 vom britischen Astronomen John Herschel mit einem 18,7-Zoll-Reflektor entdeckt.